# Ньюарк Либерти
Междунаро́дный аэропо́рт Нью́арк Ли́берти (англ. Newark Liberty International Airport), (ИАТА: EWR, ИКАО: KEWR) — гражданский аэропорт, расположенный в черте городов Ньюарк и Элизабет (Нью-Джерси), США, находится в 24 километрах к юго-западу от нью-йоркского района Мидтаун.
Аэропорт Ньюарк Либерти находится под управлением Транспортного департамента Нью-Йорка и Нью-Джерси, в ведении которого, помимо наземных объектов, находятся два крупных аэропорта агломерации Нью-Йорк/Нью-Джерси — Международный аэропорт имени Джона Кеннеди и Аэропорт-Ла Гуардия, а также Международный аэропорт Стюарт, Аэропорт Тетерборо и вертолётный узел Манхэттен Даунтаун. Международный аэропорт Ньюарк Либерти занимает десятое место среди самых загруженных аэропортов США в целом и пятое место среди аэропортов страны по показателю объёма международных авиаперевозок.
Международный аэропорт Ньюарк Либерти — второй по величине после аэропорта Хьюстон Интерконтинентал узловой аэропорт магистральной авиакомпании United Airlines, которая является одним из крупнейших операторов всего нью-йоркского рынка пассажирских авиаперевозок в целом и крупнейшим оператором Аэропорта Ньюарк Либерти в частности, эксплуатируя полностью пассажирский Терминал C и часть Терминала A аэропорта. Второй по величине эксплуатант аэропорта — грузовая авиакомпания FedEx Express, у которой Международный аэропорт Ньюарк Либерти является третьим по величине транзитных перевозок грузовым хабом. FedEx Express эксплуатирует три здания грузовых перевозок площадью более чем 185 тысяч квадратных метров.

## История

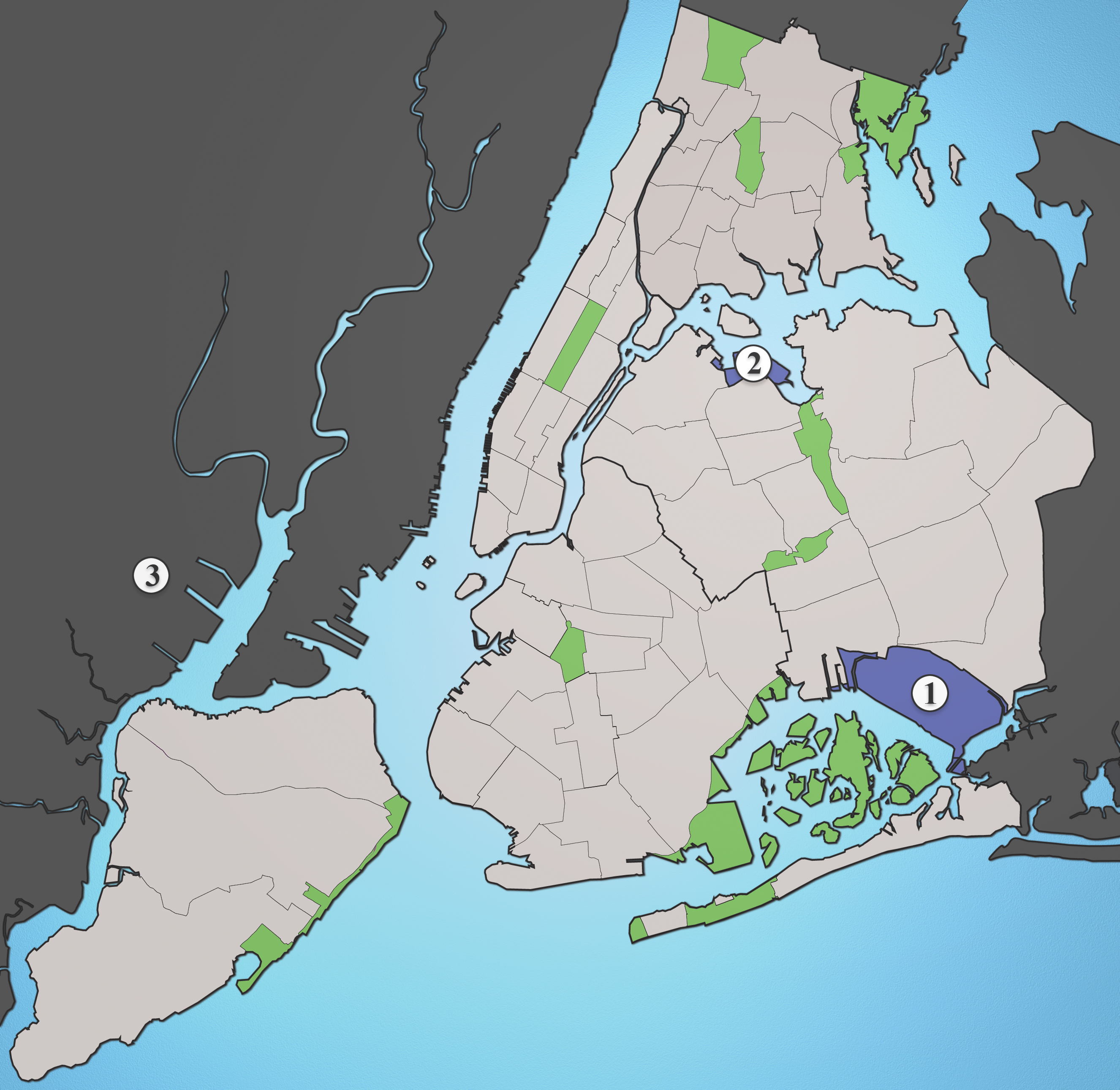
Главные аэропорты метрополии Нью-Йорка: Международный аэропорт имени Джона Кеннеди (1), Аэропорт Ла Гуардиа (2) и Международный аэропорт Ньюарк Либерти (3)

Аэропорт Ньюарка открылся 1 октября 1928 года и стал первым крупным коммерческим аэропортом в районе Нью-Йорка.
В 1935 году известная в то время авиатор Амелия Эрхарт провела процедуру официального открытия административного здания аэропорта, ставшего первым коммерческим терминалом во всей Северной Америке (первый в мире коммерческий терминал был открыт за семь лет до этого в Аэропорту Кройдон, расположенном к югу от Лондона, Великобритания). Ньюаркский аэропорт являлся самым загруженным аэропортом в мире, пока в 1939 году не открылся Аэропорт Ла Гуардия, разделивший пассажирский трафик Нью-Йорка и позволивший перехватить пальму первенства Международному аэропорту Чикаго Мидуэй.
Во время Второй мировой войны Аэропорт Ньюарка был закрыт для пассажирских перевозок и находился в полном распоряжении армии Соединённых Штатов.
В 1948 году Аэропорт Ньюарк перешёл в ведение Транспортного департамента Нью-Йорка и Нью-Джерси, который провёл существенные инвестиции в инфраструктуру аэропорта, позволившие открыть новую взлётно-посадочную полосу, построить самолётные ангары и провести полную реконструкцию здания пассажирского терминала. Коммерческие авиаперевозки были возобновлены в том же году. Административное здание служило в качестве главного пассажирского терминала аэропорта вплоть до 1953 года, когда был введён в эксплуатацию новый Северный терминал. В 1979 году здание прежнего терминала было включено в Национальный реестр исторических мест США.
В 1950-х годах после двух авиационных инцидентов непосредственно вблизи города Элизабет и произошедших один за другим в течение одного месяца, рассматривался проект переноса аэропорта на территорию нынешнего Национального заповедника Великих Болот, однако дальнейшего развития данный проект не получил.
В 1970-х годах аэропорт был переименован в Международный аэропорт Ньюарк, а его инфраструктура претерпела значительные изменения. В 1973 году были сданы в эксплуатацию новые здания пассажирских терминалов A и B, однако таможенное оформление пассажиров международных рейсов некоторое время проводилось в прежнем Северном терминале. Основные работы по строительству здания Терминала C были завершены в середине 1970-х годов, но до середины 1980-х годов работало только его западное крыло, задействованное под зону прибытия международных транконтинентальных рейсов авиакомпании People Express. Терминал C был полностью сдан в работу и официально открыт для пассажирских перевозок в июне 1988 года.
Медленный рост пассажирского трафика через аэропорт в 1970-х годах сменился значительным расширением объёмов перевозок в следующем десятилетии. В 1981 году авиакомпания People Express заключила договор с аэропортом на обслуживание собственных рейсов в Северном пассажирском терминале, где вдобавок разместила свои офисные помещения. Существенный рост авиакомпании на протяжении большей части 1980-х годов в положительной степени влиял на объёмы пассажирского трафика аэропорта. В 1984 году авиакомпания Virgin Atlantic Airways начала выполнение регулярных рейсов из Ньюарка в Лондон, оспаривая сложившийся статус Международного аэропорта имени Джона Кеннеди (JFK) как главного международного авиаузла Нью-Йорка (что, впрочем, не мешало Virgin Atlantic Airways продолжать выполнять из JFK рейсов больше, чем из Ньюарка). В 1986 году грузовая авиакомпания Federal Express (в настоящее время — FedEx Express) открыла в аэропорту Ньюарка свой второй хаб. В 1987 году произошло слияние авиакомпаний People Express и Continental Airlines, повлекшее за собой значительное снижение объёмов пассажирских перевозок через аэропорт, тем не менее оставшийся узловым аэропортом для Continental Airlines. Здание Северного терминала было снесено с целью освободить площадь под постройку в начале 1990-х годов новых грузовых терминалов.

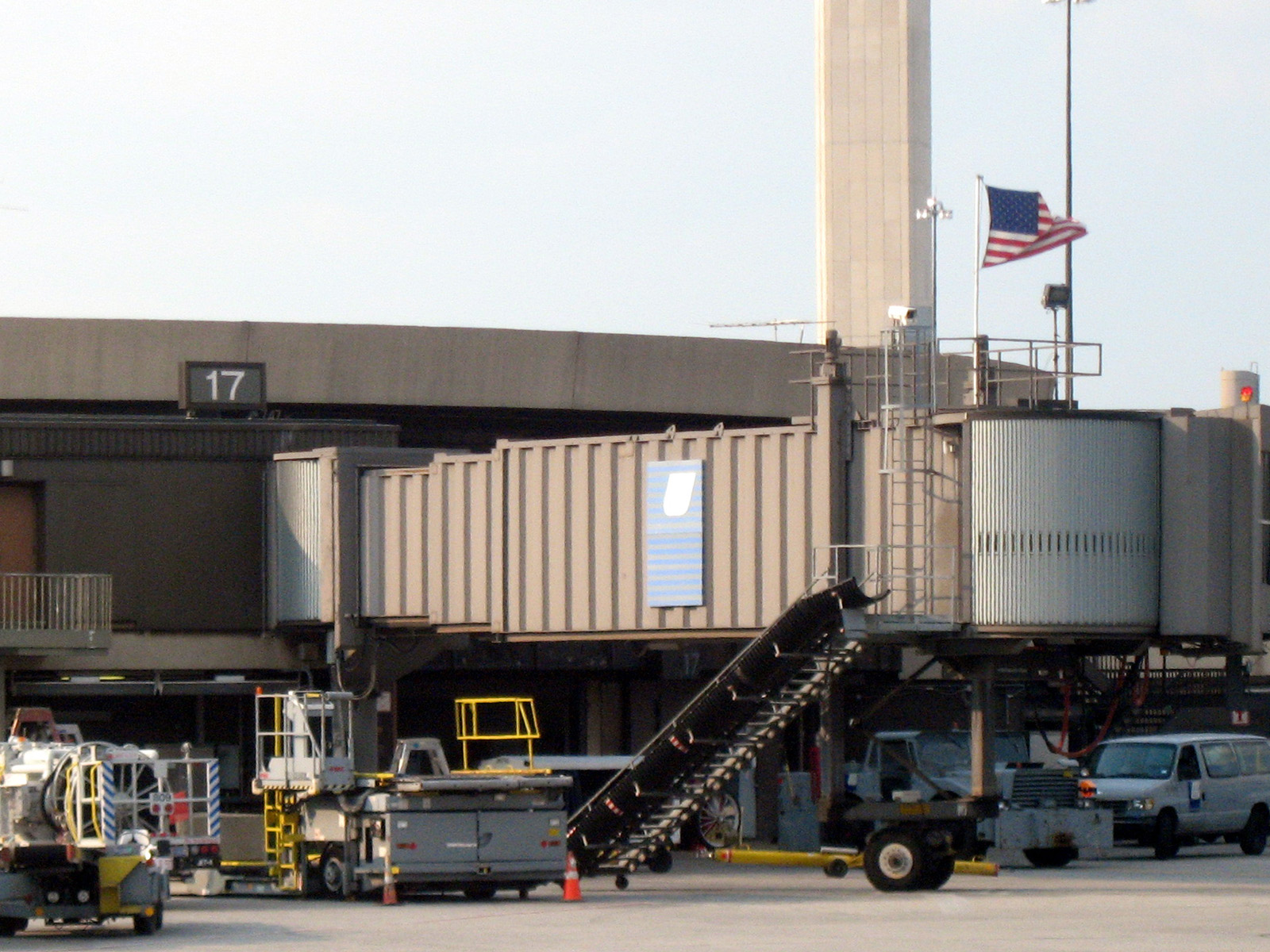
Флаг США на телетрапе гейта A17

11 сентября 2001 года в 08:01 утра от гейта A17 отбыл самолёт рейса 93 авиакомпании United Airlines, вылетевший по маршруту Ньюарк—Международный аэропорт Сан-Франциско. Борт был захвачен террористами, участвовавшими в событиях 11 сентября и два часа спустя потерпел катастрофу, разбившись в поле близ города Шанксвилл (Пенсильвания). Основываясь на изменении курса следования самолёта, а также на собранной в процессе расследования информации, ряд экспертов полагает, что падение самолёта стало следствием попытки пассажиров и членов экипажа вернуть контроль над самолётом, а сам борт направлялся в здание Капитолия или Белого дома в Вашингтоне, округ Колумбия. В память об этой трагедии аэропорт Ньюарка был переименован в Международный аэропорт Ньюарка Либерти (англ. liberty — «свобода»). Новое название аэропорта ссылается ещё и на расположение в 11 километрах от аэропорта известной Статуи Свободы. Несмотря на изменения названия, часть местных жителей до сих пор продолжает называть аэропорт прежними и сокращёнными именами: «Аэропорт Ньюарк» или просто «Ньюарк».
В 2001 году авиакомпания Continental Airlines открыла самый длинный в мире беспосадочный рейс Ньюарк—Гонконг, а в 2004 году авиакомпания Singapore Airlines побила этот рекорд, запустив 18-часовой беспосадочный рейс Ньюарк-Сингапур.
15 июня 2005 года Continental Airlines ввела новый регулярный маршрут Ньюарк—Пекин и 1 ноября 2005 года маршрут Ньюарк—Дели. С открытием этих рейсов авиакомпания стала единственным перевозчиком, выполняющим беспосадочные рейсы из США в Индию, третьей американской авиакомпанией после United Airlines и Northwest Airlines на маршрутах США-Китай, а также первым авиаперевозчиком США, имеющим регулярный рейс между Нью-Йорком и Пекином. 16 июля 2007 года Continental Airlines объявила о намерениях добиваться правительственного разрешения на открытие с 2009 года беспосадочного маршрута Ньюарк—Шанхай. В сентябре 2007 года Министерство транспорта США официально согласовало данную заявку и новый рейс был открыт 25 марта 2009 года на самолётах Boeing 777-200ER.

## Инфраструктура

Схема Международного аэропорта Ньюарк Либерти

Международный аэропорт Ньюарк Либерти занимает площадь в 820 гектар, эксплуатирует три взлётно-посадочные полосы и одну вертолётную площадку:
- ВПП 4L/22R: 3353×46 м, покрытие — асфальтобетон
- ВПП 4R/22L: 3048×46 м, покрытие — асфальт
- ВПП 11/29: 2073×46 м, покрытие — асфальт
- Вертолётая площадка H1: 12×12 м, покрытие — бетон.

Взлётно-посадочная полоса 11/29 включает в себя часть первоначальной ВПП, построенной в 1940-х годах. В 1952 году взлётно-посадочные полосы 1/19 и 6/24 были закрыты в связи с необходимостью проведения комплексных работ по снижению шума вблизи города и строительством современной ВПП 4/22 (ныне — 4R/22L). Впоследствии полоса 4/22 была продлена до 3000 метров, некоторое время спустя уменьшена до 2800 метров и, наконец, доведена до своих нынешних размеров в 2000 году. Взлётно-посадочная полоса 4L/22R была построена в начале 1970-х годов, имела длину в 2500 метров и также была доведена до существующих в настоящее время размеров в 2000 году.

## Терминалы
Международный аэропорт Ньюарк Либерти работает в трёх пассажирских терминалах.
Здания терминалов A и B были введены в эксплуатацию в 1973 году и имеют по четыре этажа каждый. Стойки регистрации билетов находятся на верхнем уровне, за исключением отдельных зон регистрации авиакомпании Air India на втором и авиакомпании British Airways на первом этажах. Второй уровень терминалов занимают выходы на посадку (гейты) и торговые зоны. Зал прибытия международных рейсов (Терминал B) и зона получения багажа с багажными каруселями (терминалы A и B) находятся на втором этаже. И, наконец, зона кратковременной парковки и подъездная площадь к зданиям терминалов располагаются на первом этаже.
Терминал C официально открылся для пассажиров в 1988 году. Здание терминала содержит два этажа зоны регистрации билетов (на внутренние и на международные рейсы), между которыми располагается уровень зоны досмотра и выхода на посадку, а также торговая зона и рестораны. Модернизация здания Терминала В была завершена в 2008 году, работы включали в себя расширение зоны отправления пассажиров, увеличение числа стоек регистрации, строительство нового зала отправления для пассажиров внутренних рейсов, а также нового сектора прибытия пассажиров.
Каждый пассажирский терминал Международного аэропорта Ньюарк Либерти состоит из трёх конкорсов, например Терминал A содержит конкорсы A1, A2 и A3. Нумерация выходов на посадку непрерывная и начинается с гейтов конкорса A1.

### Терминал A

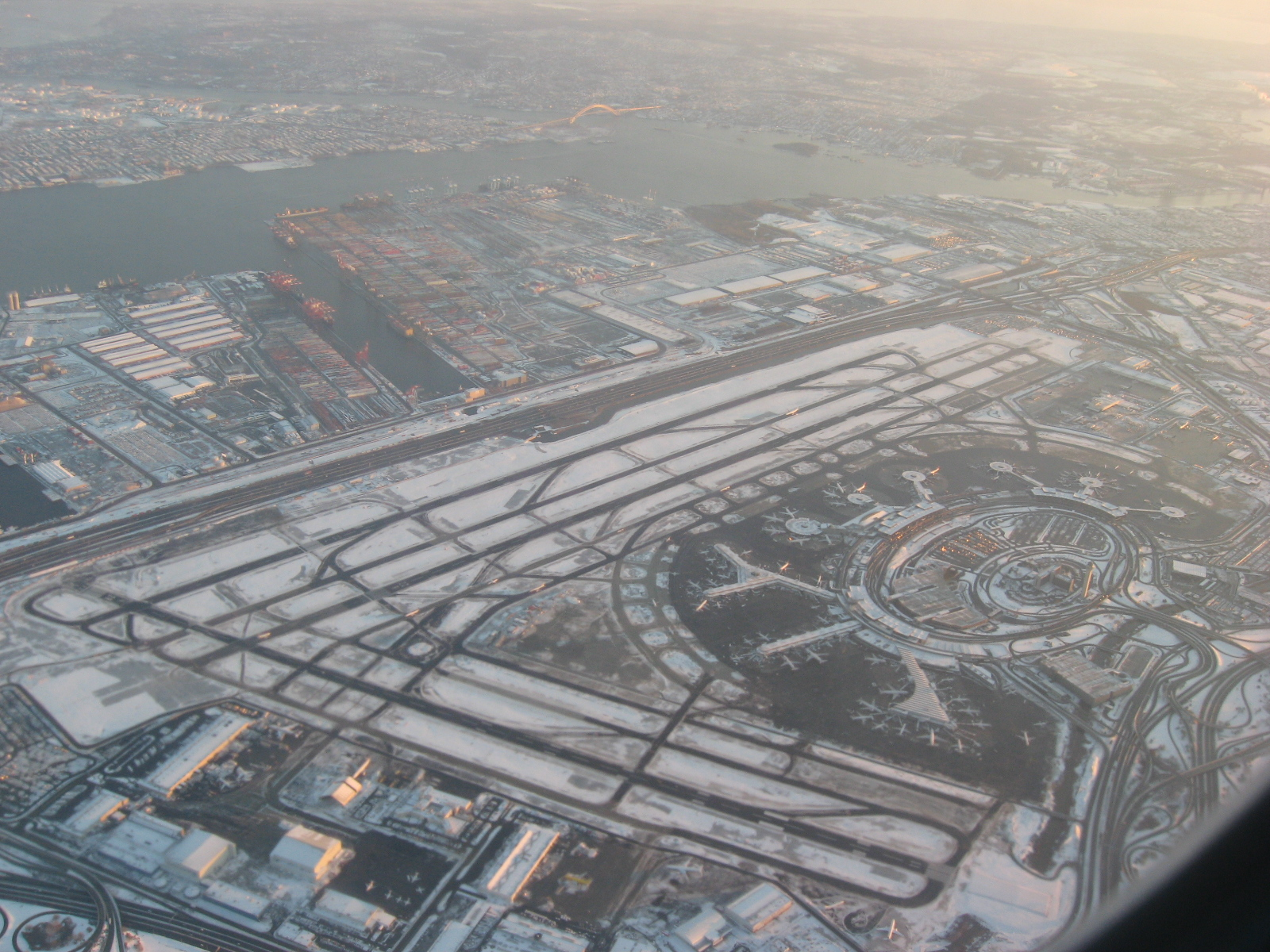
Вид Международного аэропорта Ньюарк Либерти с высоты птичьего полёта

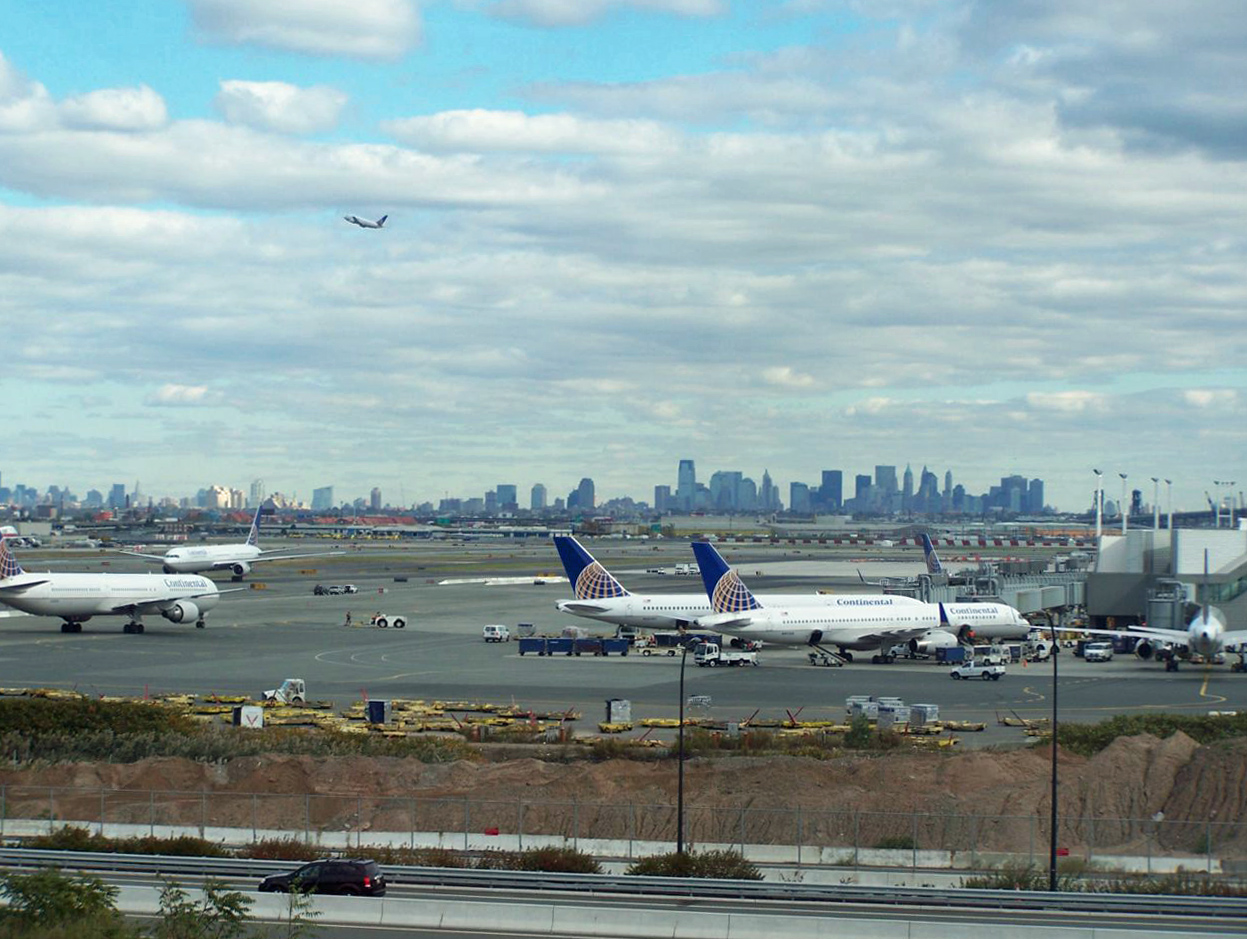
Передний план: Терминал C аэропорта, на заднем плане небоскрёбы Манхэттена и Джерси

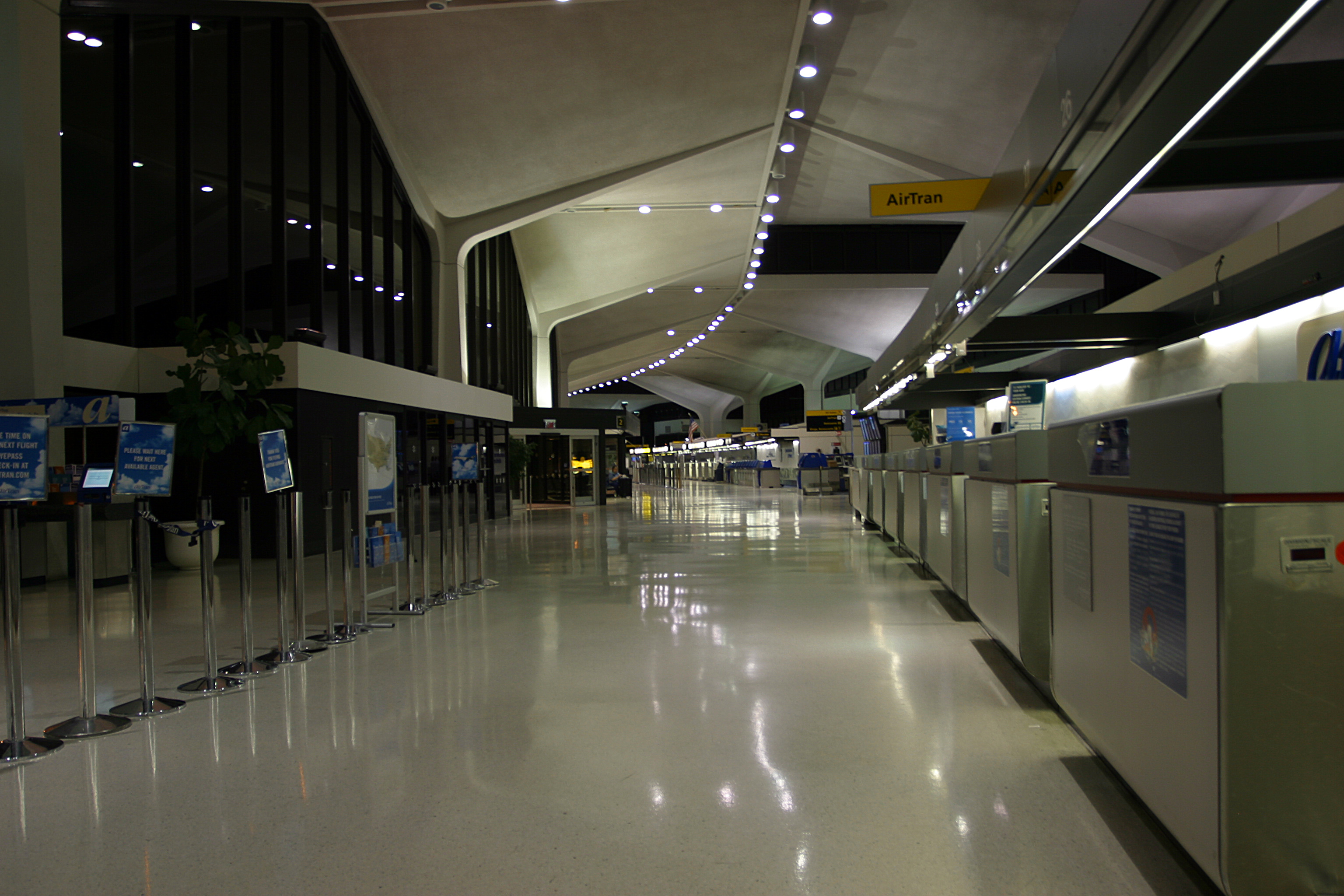
Терминал A ночью. (2005 год)

Терминал A — единственный пассажирский терминал Международного аэропорта Ньюарк Либерти, который не имеет службы таможенного контроля. Международные рейсы обслуживаются в других терминалах, за исключением рейсов из аэропортов отправления со службой предварительного таможенного контроля США.

### Терминал C

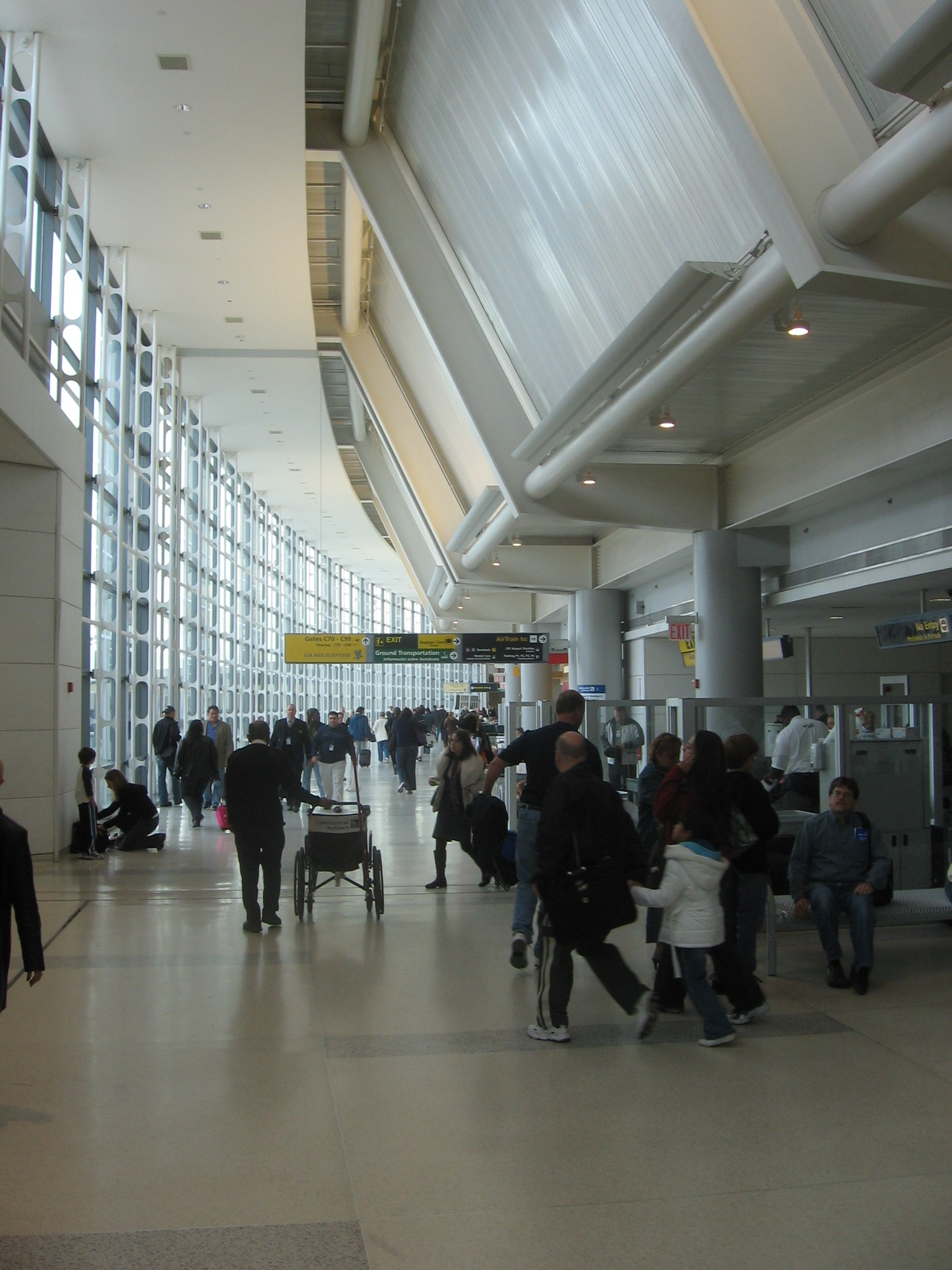
Интерьер Терминала C

### Грузовой
- ABX Air
- Capital Cargo International Airlines
- Cargojet Airways
- FedEx Express
- FedEx Feeder (оператор Mountain Air Cargo)
- FedEx Feeder (оператор Wiggins Airways)
- Kalitta Air
- UPS Airlines

## Наземный транспорт

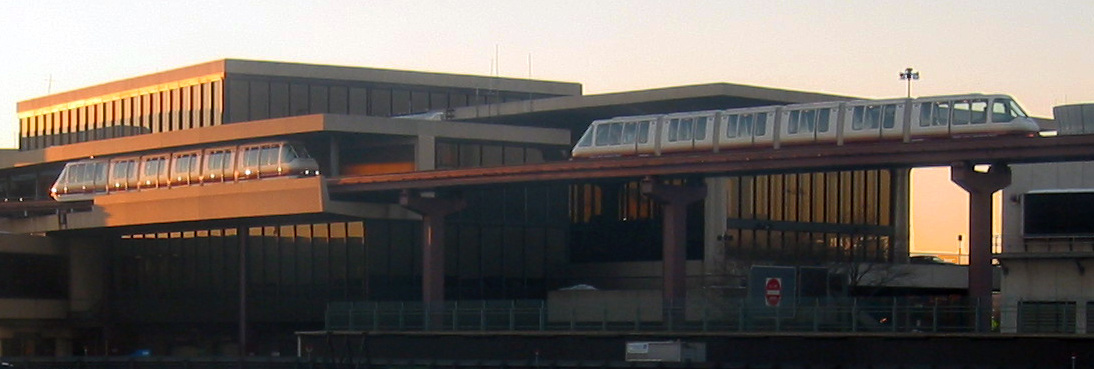
Здание транспортного узла AirTrain Newark

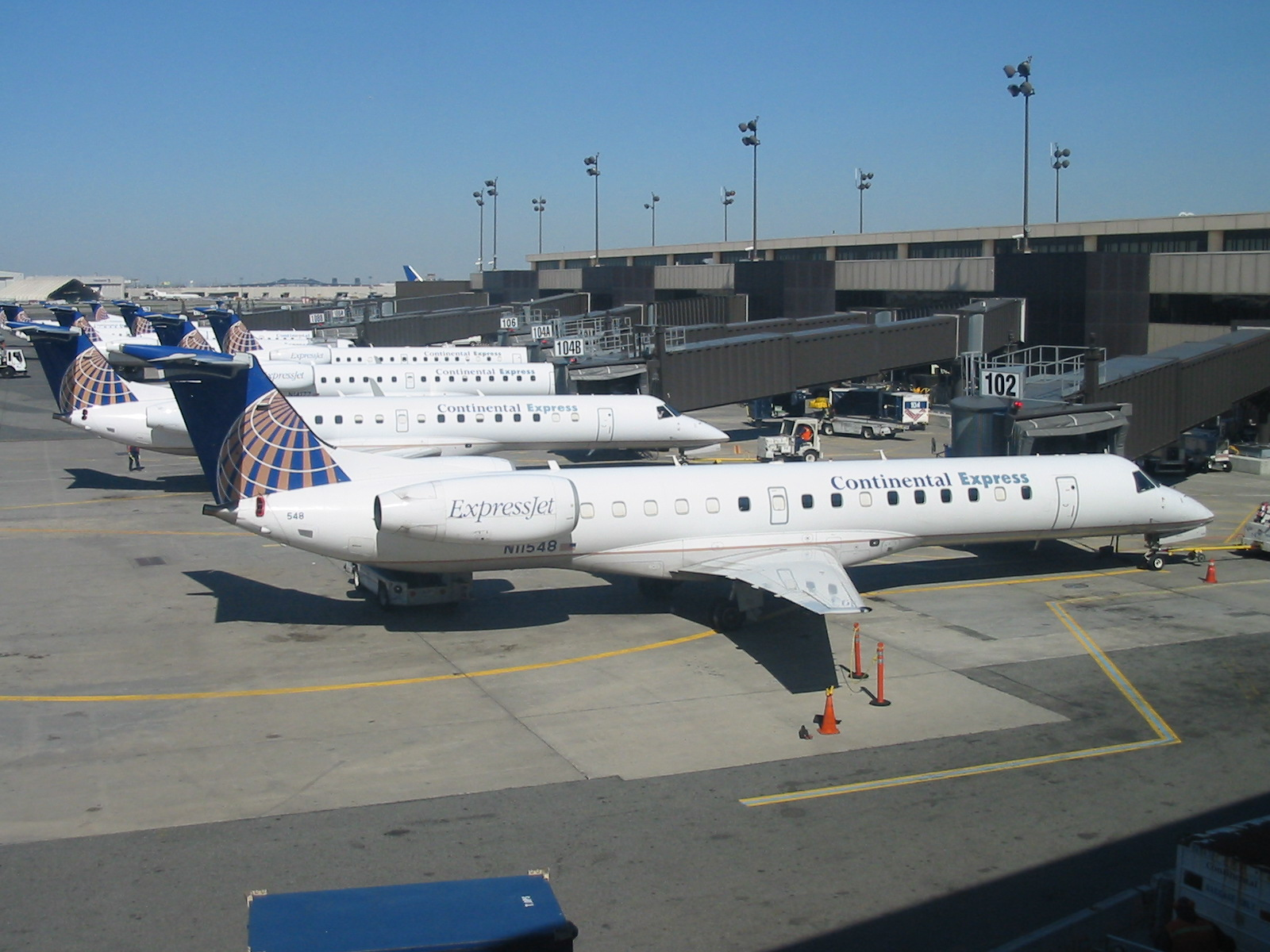
Самолёты Embraer ERJ бренда Continental Express у Терминала C аэропорта

Транспортная схема Международного аэропорта Ньюарк Либерти является интермодальной, поскольку вся система воздушных и наземных перевозок аэропорта связана в единый транспортный узел. Монорельсовая дорога AirTrain Newark соединяет пассажирские терминалы аэропорта (станция Newark Liberty International Airport Rail Link Station) с железнодорожными системами Amtrak и New Jersey Transit.

### Автобусы и такси
В Международном аэропорту Ньюарк Либерти работают несколько автобусных перевозчиков (включая New Jersey Transit, Olympia Trails и службу Airporter челночных рейсов аэропорта), предлагающих ряд регулярных маршрутов между аэропортом и близлежащими населёнными пунктами. Стоимость билета на экспресс до транспортных узлов Манхэттена (Пенсильванский вокзал, Центральная автобусная станция и др.) составляет 15 долларов США в одну сторону и 25 долларов США — в оба конца. Стоимость проезда на экспрессе до Международного аэропорта имени Джона Кеннеди составляет 24 доллара США.
Услуги такси в Международном аэропорту Ньюарк Либерти доступны по чётко фиксированным тарифам. Стоимость проезда из Нью-Йорка в аэропорт составляет от 40 до 75 долларов США в зависимости от места посадки и содержит 15 долларов наценки за проезд в оба конца следования, тарифы установлены службами «Такси Нью-Йорка» и «Limousine Commission». Исключения представляют направления в Нассау и район Уэстчестера, поскольку таксист может отказаться принять пассажира на маршрут из аэропорта за пределы установленных пяти районов Нью-Йорка. Стоимость проезда из аэропорта Либерти в Манхэттен включает в себя базовую стоимость плюс плату за проезд такси в оба конца («туда и обратно»).
Стоимость проезда на такси из Международного аэропорта Ньюарк Либерти в:
- район от Бэттери-Парк до запада 34-й улицы — 50 долларов;
- район от запада 35-й улицы до запада 58-й улицы — 55 долларов;
- район от запада 59-й улицы до запада 109-й улицы — 60 долларов;
- район от запада 110-й улицы до запада 185-й улицы — 65 долларов;
- район до северной части 185-й улицы — 70 долларов;
- Аэропорт Ла Гардиа — 87 долларов;
- Международный аэропорт имени Джона Кеннеди — 85 долларов.

Также существует дополнительный сбор в размере 5 долларов США на все поездки в направлении восточной части Манхэттена между Бэттери-Парк и 185-й улицей.

## Размещение
Единственным отелем, находящимся на территории Международного аэропорта Ньюарк Либерти, является гостиничный комплекс Marriott International. Между пассажирскими терминалами аэропорта и комплексом Мариотт отсутствует монорельсовая дорога, поэтому до отеля можно добраться на любом из автобусных маршрутов, во множестве совершающим рейсы между терминалами и отелем. Вблизи аэропорта Либерти также работает целый ряд гостиниц, доехать до которых можно на такси или автобусах.

## Авиапроисшествия и несчастные случаи
- 31 июля 1997 года, рейс 14 Международный аэропорт имени Теда Стивенса (Анкоридж)—Международный аэропорт Ньюарк Либерти авиакомпании FedEx, McDonnell Douglas MD-11. При совершении грубой посадки в аэропорту Ньюарк Либерти самолёт задел третьим двигателем взлётно-посадочную полосу и загорелся. Два члена экипажа и три пассажира на борту серьёзно не пострадали.[14]
- 11 сентября 2001 года, рейс 93 Ньюарк—Сан-Франциско авиакомпании United Airlines захвачен террористами. Пассажиры пытались восстановить контроль над ситуацией, что привело к катастрофе самолёта, разбившегося в поле близ Шанксвилла (Пенсильвания).
- 28 октября 2006 года, рейс 1883 авиакомпании Continental Airlines. Самолёт Boeing 757—200 по ошибке произвёл посадку на рулёжную дорожку Z вместо взлётно-посадочной полосы 29. Никто из находившихся на борту не пострадал, оба пилота отстранёны руководством авиакомпании от полётов и отправлены на полную переподготовку.
- 12 февраля 2009 года, рейс 3407 Ньюарк Либерти—Международный аэропорт Буффало Ниагара авиакомпании Colgan Air под брендом Continental Connection. При заходе на посадку в Буффало самолёт Bombardier Dash 8 Q400 упал на жилой дом в Клэренсе (пригород Буффало). Погибли все 49 человек на борту самолёта и один человек на земле.[15]